# مقصودالرحمان موستاک
مقصودالرحمان موستاک (انگلیسی: Maksudur Rahman Mostak؛ زادهٔ ۱۹ اکتبر ۱۹۹۰) بازیکن فوتبال اهل بنگلادش است.
از باشگاه‌هایی که در آن بازی کرده است می‌توان به باشگاه فوتبال شیخ جمال دانموندی اشاره کرد.
وی همچنین در تیم ملی فوتبال بنگلادش بازی کرده است.